# إدموند شارل-رو
ادموند شارل-رو (بالفرنسية: Edmonde Charles-Roux)‏‏ (17 أبريل 1920 في نويي-سور-سين- 20 يناير 2016) وهي أديبة فرنسية. هي ابنة السفير الفرنسي فراسوا شارل رو، وعضو بمعهد فرنسا وأخر رئيس للشركة العالمية لقناة السويس. حصلت على جائزة غونكور عام 1966.

## روابط خارجية
- إدموند شارل-رو على موقع IMDb (الإنجليزية)
- إدموند شارل-رو على موقع مونزينجر (الألمانية)
- إدموند شارل-رو على موقع قاعدة بيانات الأفلام السويدية (السويدية)
- إدموند شارل-رو على موقع ديسكوغز (الإنجليزية)
- إدموند شارل-رو على موقع قاعدة بيانات الفيلم (الإنجليزية)